# Vadym Prystajko
Vadym Volodymyrovyč Prystajko (ukrajinsky Вадим Володимирович Пристайко, rusky Вадим Владимирович Пристайко – Vadim Vladimirovič Pristajko, * 20. února 1970, Oděská oblast, Ukrajinská SSR) je ukrajinský diplomat, od července 2020 do července 2023 byl velvyslancem Ukrajiny ve Spojeném království. V letech 2019–2020 působil ve vládě Oleksije Hončaruka jako ministr zahraničních věcí Ukrajiny a v roce 2020 ve vládě Denyse Šmyhala jako místopředseda vlády pro evropské záležitosti.

## Vzdělání a kariéra
V roce 1994 promoval na Kyjevském polytechnickém institutu, v roce 1998 získal magisterský titul na Státní vysoké škole financí a mezinárodního obchodu.
Krátce působil v soukromém sektoru, v diplomatických službách Ukrajiny začal pracovat od roku 1994. Hovoří plynně ukrajinsky, rusky a anglicky.